# Montjoyer
Montjoyer est une commune française située dans le département de la Drôme, en région Auvergne-Rhône-Alpes.

## Géographie

### Localisation
Rattachée à la Communauté de communes Enclave des Papes-Pays de Grignan, la commune est située à moins de vingt kilomètres au sud-est de Montélimar.

### Relief et géologie
Sites particuliers :
- Montagne de la Série
- Mont Lucé (458 m)
- Rocher de la Brunelle
- Serre Blandine (384 m)
- Serre Colon (439 m)
- Serre de Grillard (383 m)
- Serre de la Coude (373 m)
- Serre du Fraysse
- Serre du Grey (390 m)
- Serre du Rang
- Serre Gros (454 m)
- Serre Haute

Le col de Serre Colon (434 m) a été classé en 4e catégorie lors de la 5e étape du Tour de France 2020[réf. nécessaire].

### Hydrographie
La commune est arrosée par les cours d'eau suivants :
- la Vence
- Ravin d'Allan
- Ravin de Chambaran
- Ravin de Gorne Guille
- Ravin de Maussant
- Ruisseau de Citelles
- Ruisseau de Flamenche
- Ruisseau de la Vignasse
- Ruisseau du Rang

### Climat
Pour des articles plus généraux, voir Climat d'Auvergne-Rhône-Alpes et Climat de la Drôme.
En 2010, le climat de la commune est de type climat méditerranéen altéré, selon une étude du CNRS s'appuyant sur une série de données couvrant la période 1971-2000. En 2020, Météo-France publie une typologie des climats de la France métropolitaine dans laquelle la commune est exposée à un climat méditerranéen et est dans la région climatique  Provence, Languedoc-Roussillon, caractérisée par une pluviométrie faible en été, un très bon ensoleillement (2 600 h/an), un été chaud (21,5 °C), un air très sec en été, sec en toutes saisons, des vents forts (fréquence de 40 à 50 % de vents > 5 m/s) et peu de brouillards. 
Pour la période 1971-2000, la température annuelle moyenne est de 12,8 °C, avec une amplitude thermique annuelle de 17,2 °C. Le cumul annuel moyen de précipitations est de 920 mm, avec 6,5 jours de précipitations en janvier et 4 jours en juillet. Pour la période 1991-2020, la température moyenne annuelle observée sur la station météorologique de Météo-France la plus proche, « Montboucher-S-Jabron »sur la commune de Montboucher-sur-Jabron à 9 km à vol d'oiseau, est de 13,6 °C et le cumul annuel moyen de précipitations est de 915,0 mm,. Pour l'avenir, les paramètres climatiques de la commune estimés pour 2050 selon différents scénarios d'émission de gaz à effet de serre sont consultables sur un site dédié publié par Météo-France en novembre 2022.

## Urbanisme

### Typologie
Au 1er janvier 2024, Montjoyer est catégorisée commune rurale à habitat dispersé, selon la nouvelle grille communale de densité à 7 niveaux définie par l'Insee en 2022.
Elle est située hors unité urbaine. Par ailleurs la commune fait partie de l'aire d'attraction de Montélimar, dont elle est une commune de la couronne,. Cette aire, qui regroupe 45 communes, est catégorisée dans les aires de 50 000 à moins de 200 000 habitants,.

### Occupation des sols
L'occupation des sols de la commune, telle qu'elle ressort de la base de données européenne d’occupation biophysique des sols Corine Land Cover (CLC), est marquée par l'importance des forêts et milieux semi-naturels (71,1 % en 2018), une proportion sensiblement équivalente à celle de 1990 (71,3 %). La répartition détaillée en 2018 est la suivante : forêts (60,8 %), zones agricoles hétérogènes (27,3 %), milieux à végétation arbustive et/ou herbacée (10,3 %), zones urbanisées (1,6 %). L'évolution de l’occupation des sols de la commune et de ses infrastructures peut être observée sur les différentes représentations cartographiques du territoire : la carte de Cassini (XVIIIe siècle), la carte d'état-major (1820-1866) et les cartes ou photos aériennes de l'IGN pour la période actuelle (1950 à aujourd'hui).

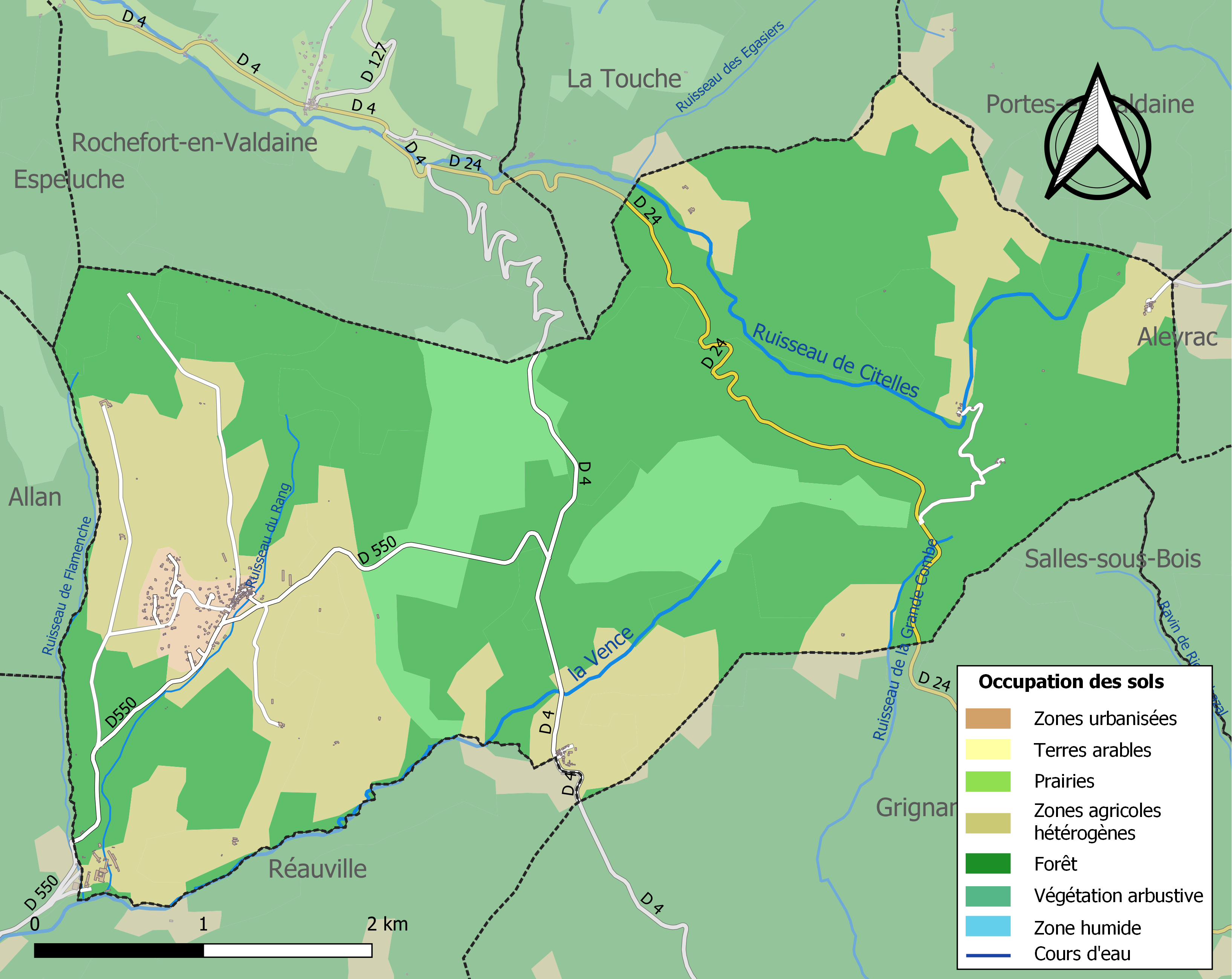
Carte des infrastructures et de l'occupation des sols de la commune en 2018 (CLC).

### Morphologie urbaine

#### Quartiers, hameaux et lieux-dits
Site Géoportail (carte IGN) :
- Blache Brune
- Bois de Barre
- Cîtelles
- Combe Lairon
- Combe Veyrer
- Destay
- Flamenche
- Fond de la Paume
- Grange d'Eymard
- Hauthueche
- la Bédigasse
- la Benoite
- la Calmette
- la Coude
- le Chênevier
- le Fangeas
- le Fau
- le Fraysse
- le Freyssinas
- l'Égoutier
- les Alliers
- les Combes
- les Faures
- Monastère de la Trappe d'Aiguebelle
- Ourlin
- Pastelles
- Pont de la Laugie
- Pré Lacard
- Saint-Basile
- Saint-Étienne
- Saint-Pierre (chapelle)
- Terre Bodoin
- Terre de Vialle
- Tour de Mont Lucé
- Turlier
- Vire Vieille

Anciens quartiers, hameaux et lieux-dits :
- l'Aillier est un hameau attesté en 1891[13].

### Risques naturels et technologiques
La commune de Montjoyer a été touchée par des tremblement de terre d’intensité V-VI sur l’échelle MSK en 1873 et 1934. Un essaim de séismes se produit dans l’été 1873 ; un autre a lieu à partir du 1er mai 1934.

## Toponymie

### Attestations
1077 : in campo Montis Jugerii.
Dictionnaire topographique du département de la Drôme :
- 1280 : Montjouier et Montjuier (ann. d'Aiguebelle, I, 1165).
- 1281 : Montjuere (archives des Bouches-du-Rhône, B 877).
- 1447 : Monsjuerii (archives des Bouches-du-Rhône, B 548).
- 1476 : apud Montem Juherii (Long, notaire à Grignan).
- 1486 : syndicus Montisjuerii (archives d'Aiguebelle).
- 1640 : Montjeuyer (archives de la Drôme, E 5831).
- 1758 : Montjuyer (archives de la Drôme, E 5829).
- 1891 : Montjoyer, commune du canton de Grignan.

### Étymologie
La première partie du toponyme provient du latin mons « montagne, mont, élévation » qui peut désigner une simple colline en pays de plaine.
Il y a plusieurs hypothèses pour la deuxième partie :
- Elle dériverait du latin jugerum « jugère, surface cultivable délimitée par la cadastration romaine » (cf. Pline l'Ancien (23-79), Histoire naturelle, 18, 3, 9)[17].
- Moins sûrement, du latin jugum  qui a le sens figuré (chez Cicéron[19]) de « hauteur, cime »[17].

## Histoire
Pour un article plus général, voir Histoire de la Drôme.

### Antiquité: les Gallo-romains
La tour de guet de Montlucet est d'origine romaine.

### Du Moyen Âge à la Révolution
La seigneurie :
- Au point de vue féodal, Montjoyer était une terre (ou seigneurie) des seigneurs de Rochefort.
- 1137 : elle est donnée aux abbés d'Aiguebelle par Gontard Loup, seigneur de Rochefort.
- 1280 : les abbés cèdent une partie de leurs droits aux comtes de Provence mais conservent le domaine utile jusqu'à la Révolution.

En 1137, la terre est donnée par Gontard Loup, seigneur de Rochefort, aux abbés d'Aiguebelle.
Le village serait né au XVe siècle à partir de la grange (exploitation agricole) de l'abbaye cistercienne voisine d'Aiguebelle[réf. nécessaire].
En 1759, le bourg de Montjoyer est échangé par Louis XV contre des terres contiguës au parc du château de Versailles.
Avant 1790, Montjoyer était une paroisse du diocèse de Saint-Paul-Trois-Châteaux et de la communauté de Réauville, appelée aussi la Grande Terre. Elle était située en Dauphiné bien que Réauville soit en Provence. Son église était dédiée à saint Paulin et ses dîmes appartenaient à l'abbé d'Aiguebelle qui présentait a la cure.

#### Aiguebelle
Dictionnaire topographique du département de la Drôme :
- 1160 : ecclesia Sanctae Mariae de Aquabella (Histoire du Languedoc, VI, 492).
- 1298 : monasterium Aquae Bellae (ann. d'Aiguebelle, I, 469).
- 1499 : abbatia Beatae Mariae de Ayguebella (ann. d'Aiguebelle, I, 556).
- 1496 : Aygabelle (archives de la Drôme, E 3380).
- 1601 : Aguebelle (ann. d'Aiguebelle, I, 576).
- 1891 : Aiguebelle, abbaye de religieux cisterciens dits trappistes.

Avant 1790, Aiguebelle était une abbaye de l'ordre de Cîteaux, fondée en 1137, relevant de celle de Morimond. L'abbé était seigneur temporel du lieu. Le monastère a été restauré en 1816.

### De la Révolution à nos jours
La paroisse de Montjoyer a fait partie de la commune de Réauville jusqu'au 11 juin 1840, date à laquelle elle a été érigée en commune distincte du canton de Grignan.

## Politique et administration

### Administration municipale
Le conseil municipal est composé de deux adjoints et de huit conseillers municipaux[source insuffisante].

### Liste des maires
| Période                                                                   | Période                       | Identité                      | Étiquette        | Qualité  |
| ------------------------------------------------------------------------- | ----------------------------- | ----------------------------- | ---------------- | -------- |
| Les données manquantes sont à compléter. : de 1840 à 1871                 |                               |                               |                  |          |
| 1840                                                                      | 1871                          | ?                             |                  |          |
| Les données manquantes sont à compléter. : depuis la fin du Second Empire |                               |                               |                  |          |
| 1871                                                                      | 1874                          | ?                             |                  |          |
| 1874                                                                      | 1878                          | ?                             |                  |          |
| 1878                                                                      | 1884                          | ?                             |                  |          |
| 1884                                                                      | 1888                          | ?                             |                  |          |
| 1888                                                                      | 1892                          | ?                             |                  |          |
| 1892                                                                      | 1896                          | ?                             |                  |          |
| 1896                                                                      | 1900                          | ?                             |                  |          |
| 1900                                                                      | 1904                          | ?                             |                  |          |
| 1904                                                                      | 1908                          | ?                             |                  |          |
| 1908                                                                      | 1912                          | ?                             |                  |          |
| 1912                                                                      | 1919                          | ?                             |                  |          |
| 1919                                                                      | 1925                          | ?                             |                  |          |
| 1925                                                                      | 1929                          | ?                             |                  |          |
| 1929                                                                      | 1935                          | ?                             |                  |          |
| 1935                                                                      | 1945                          | ?                             |                  |          |
| 1945                                                                      | 1947                          | ?                             |                  |          |
| 1947                                                                      | 1953                          | ?                             |                  |          |
| 1953                                                                      | 1959                          | ?                             |                  |          |
| 1959                                                                      | 1965                          | ?                             |                  |          |
| 1965                                                                      | 1971                          | ?                             |                  |          |
| 1971                                                                      | 1977                          | ?                             |                  |          |
| 1977                                                                      | 1983                          | ?                             |                  |          |
| 1983                                                                      | 1989                          | Christian Jouffre             |                  |          |
| 1989                                                                      | 1995                          | ?                             |                  |          |
| 1995                                                                      | 2001                          | ?                             |                  |          |
| 2001                                                                      | 2020                          | Bernard Régnier               | (sans étiquette) | retraité |
| 2020                                                                      | En cours (au 23 janvier 2021) | Marc Guy[source insuffisante] |                  |          |

## Population et société

### Démographie
L'évolution du nombre d'habitants est connue à travers les recensements de la population effectués dans la commune depuis 1846. Pour les communes de moins de 10 000 habitants, une enquête de recensement portant sur toute la population est réalisée tous les cinq ans, les populations de référence des années intermédiaires étant quant à elles estimées par interpolation ou extrapolation. Pour la commune, le premier recensement exhaustif entrant dans le cadre du nouveau dispositif a été réalisé en 2005.

En 2022, la commune comptait 277 habitants, en évolution de −0,72 % par rapport à 2016 (Drôme : +2,64 %, France hors Mayotte : +2,11 %).
| 1846 | 1851 | 1856 | 1861 | 1866 | 1872 | 1876 | 1881 | 1886 |
| ---- | ---- | ---- | ---- | ---- | ---- | ---- | ---- | ---- |
| 573  | 572  | 506  | 604  | 518  | 555  | 536  | 533  | 538  |

| 1891 | 1896 | 1901 | 1906 | 1911 | 1921 | 1926 | 1931 | 1936 |
| ---- | ---- | ---- | ---- | ---- | ---- | ---- | ---- | ---- |
| 627  | 525  | 449  | 363  | 362  | 292  | 278  | 254  | 260  |

| 1946 | 1954 | 1962 | 1968 | 1975 | 1982 | 1990 | 1999 | 2005 |
| ---- | ---- | ---- | ---- | ---- | ---- | ---- | ---- | ---- |
| 239  | 208  | 185  | 179  | 159  | 176  | 198  | 222  | 271  |

| 2006 | 2010 | 2015 | 2020 | 2022 | - | - | - | - |
| ---- | ---- | ---- | ---- | ---- | - | - | - | - |
| 275  | 267  | 268  | 278  | 277  | - | - | - | - |

### Enseignement
La commune est rattachée à l'académie de Grenoble.

### Manifestations culturelles et festivités
- Fête : le 16 juin[20].
- Course de côte du Colombier[20].

### Médias
Le territoire de la commune se situe dans l'aire de diffusion de plusieurs médias :
- Pour la presse écrite
  - Le Dauphiné libéré, quotidien régional qui consacre, chaque jour, y compris le dimanche, dans son édition de « Romans et Drôme des collines » un ou plusieurs articles à l'actualité du canton et de la commune, ainsi que des informations sur les éventuelles manifestations locales, les travaux routiers, et autres événements divers à caractère local.
  - L'Agriculture Drômoise, journal d'informations agricoles et rurales, couvre l'ensemble du département de la Drôme.
  - Drôme Hebdo (ancien Peuple Libre), hebdomadaire chrétien d'informations.
- Pour la presse audio-visuelle
  - Ici Drôme Ardèche est une radio publique diffusée sur son territoire.

## Économie

### Agriculture
En 1992 : pâturages (ovins), lavande, céréales, amandiers.
- Produits locaux : liqueurs, eau de toilette, gelée royale[20].

## Culture locale et patrimoine

### Lieux et monuments
- Tour de guet de Montlucet : origine romaine, verrerie au Moyen Âge, puis château fort[20].

Le donjon carré de Montlucet, au nord-est de Montoyer, était entouré d'une enceinte polygonale aujourd'hui ruinée et appartenait aux comtes de Provence.
- Restes de remparts : ruelle voûtée et porte gothique[20].
- La Calmette, maison forte restaurée, située au pied de la Tour de Montlucet. L'ensemble d'habitation comprend une grande tour carrée construite à la fin du XVe siècle[réf. nécessaire].
- Fontaine Saint-Joseph[20].
- Église Saint-Paulin (XIXe siècle) : fresques[20].

#### La trappe d'Aiguebelle
Ancienne abbaye cistercienne du XIIe siècle : transept et abside du XIIIe siècle, restaurée en 1815.
L'abbaye a conservé la plupart de ses bâtiments médiévaux. Elle abrite une trentaine de moines cisterciens[réf. nécessaire].

### Patrimoine culturel
- Musée de la mémoire agricole[28] à côté de l'abbaye.

### Patrimoine naturel
- Abris sous roche à Malacombe[20].

### Héraldique, logotype et devise
| Blason à dessiner | Blason  | Une balance; une filière.                        |
| Blason à dessiner | Détails | Le statut officiel du blason reste à déterminer. |